# Karl Zeuner (Politiker)
Karl Friedrich Zeuner (* 9. November 1824 in Tanna; † 12. Januar 1859 ebenda) war ein deutscher Lehrer und Politiker.

## Leben
Zeuner war der Sohn des Fleischers Friedrich Gottlieb Zeuner in Tanna und dessen Ehefrau Christiane Henriette geborene Müller. Er war evangelisch-lutherischer Konfession und heiratete am 1. Mai 1855 in Tanna Amalie Caroline Behr (* 5. Mai 1825 in Tanna; † 12. Oktober 1897 in Untermhaus), die Tochter des Oberpfarrers Heinrich Gottlob Behr in Tanna. Dr. Gustav Behr, Dr. Hermann Behr und Gustav Knoch sind Schwäger.
Zeuner studierte bis 1848 in Jena und Leipzig Theologie. Während seines Studiums wurde er 1846 Mitglied der Burschenschaft Teutonia Jena, der er bis Ostern 1848 angehörte.
Nach seinem Studium war er Lehrer in der Privaterziehungsanstalt in Jena und ab dem 25. August 1853 Privatvikar bei seinem Schwiegervater in Tanna, bevor er dort Pfarrvikar wurde. Ab 1856 war er Lehrer in Kirchner in Tanna.
Vom 25. bis zum 29. April 1856 war er als Vertreter von Heinrich Gottlieb Weiß Abgeordneter im Landtag Reuß jüngerer Linie.